# Tatiana Sorokko
Tatiana Sorokko (rusă Татьяна Николаевна Сорокко; n. 26 decembrie 1971) este un fotomodel rus.
Sorokko s-a mutat apoi la Paris la vârsta de 17 ani. A apărut pe coperțile unor reviste de modă precum  Vogue, Elle, Harper's Bazaar și Cosmopolitan. 
Tatiana Sorokko a făcut prezentări pentru designeri precum Chanel, Gianni Versace, Bill Blass, Calvin Klein, Yves Saint Laurent, Christian Dior, Donna Karan, Dolce & Gabbana, Gianfranco Ferré, Christian Lacroix, Gucci, Alexander McQueen, Michael Kors, Moschino, Nicole Miller, Prada, Oscar de la Renta, Ralph Lauren, Vivienne Westwood, Givenchy, Marc Jacobs și Valentino. Sorokko a pozat pentru reclame pentru Yves Saint Laurent, Ungaro, Donna Karan și Versace. 